# Morti nell'845
| Questa pagina contiene informazioni ricavate automaticamente dalle voci biografiche con l'ausilio del template Bio e di un bot. L'aggiornamento è periodico e automatico e ricostruisce completamente la pagina. Se manca una persona in questa lista, sei pregato di non aggiungerla, ma accertati piuttosto che la sua voce biografica contenga il template Bio e che i dati anagrafici siano correttamente compilati. Se il template Bio manca, inseriscilo tu stesso o, in alternativa, metti l'avviso {{tmp\|Bio}} che ne segnala la mancanza. Se i dati riportati sono sbagliati, correggi direttamente la voce biografica; le modifiche saranno visibili in questa lista entro pochi giorni. Per chiarimenti vedi il progetto biografie. La lista contiene solo le 7 persone che sono citate nell'enciclopedia e per le quali è stato implementato correttamente il template Bio. Pagina aggiornata al 10 feb 2025. |

- 16 febbraio - Ibn Sa'd, storico e giurista arabo (n. 784)
- 15 maggio - Nitardo, conte
- 22 agosto - Dionigi di Tell Mahre, vescovo e storico siriaco
- Abu Tammam, poeta e filologo arabo (n. 805)
- Candido di Fulda, religioso, poeta e pittore tedesco (n. 777)
- Turgesius, norrena
- 'Abd Allah ibn Tahir, funzionario persiano